# Nephrotoma catenata
Nephrotoma catenata är en tvåvingeart. Nephrotoma catenata ingår i släktet Nephrotoma och familjen storharkrankar.

## Underarter
Arten delas in i följande underarter:
- N. c. catenata
- N. c. guizhouensis